# Campionato mondiale di snooker 1927
Il Campionato mondiale di snooker 1927 è stato la prima edizione di questo torneo, che si è disputato dal 29 novembre 1926 al 12 maggio 1927, in diversi luoghi dell'Inghilterra, con la finale che si è giocata presso la Camkin's Hall di Birmingham.
Il torneo è stato vinto da Joe Davis, il quale ha battuto in finale Tom Dennis per 20-11. L'inglese si è aggiudicato così il suo primo Campionato mondiale, divenendo il primo vincitore di questa competizione.
Il break più alto del torneo è stato un 60, realizzato da Albert Cope nel match contro Joe Davis. Come segno di riconoscimento, Cope ricevette in seguito un certificato commemorativo dal Billiards Association and Control Council (BACC).

## Avvenimenti
In origine, il torneo venne chiamato Professional Snooker Championship, e non divenne un vero e proprio Campionato mondiale fino al 1935.
Joe Davis ha redatto le condizioni in base alle quali potrebbe svolgersi un campionato, dopo una conversazione con Bill Camkin, e l'ha inviato al BACC, che ha dato il suo consenso. I giocatori hanno dovuto organizzare i propri luoghi, con la finale che si è tenuta alla Camkin's Hall di Birmingham. La quota di iscrizione era di cinque ghinee per giocatore. Era stato pianificato che la metà delle quote di iscrizione sarebbe stata divisa tra il vincitore e il secondo classificato, con il vincitore che sarebbe diventato il sessanta per cento, e la metà delle entrate del gate BACC dopo le spese equamente ripartite tra i giocatori. Tuttavia, Joe Davis, il futuro campione, vinse il £6 e 10 scellini dalle ricevute, e il BACC ha utilizzato la parte delle commissioni del giocatore per l'acquisto del trofeo.

## Programma
| Incontro                      | Turno            | Date di gioco                      | Impianto                    | Città      |
| ----------------------------- | ---------------- | ---------------------------------- | --------------------------- | ---------- |
| Melbourne Inman-Tom Newman    | Turno 1          | dal 29 novembre al 6 dicembre 1926 | Thurston's Hall             | Londra     |
| Tom Dennis-Fred Lawrence      | Quarti di finale | 9-10 dicembre 1926                 | Lord Nelson Hotel           | Nottingham |
| Joe Davis-Joe Brady           | Quarti di finale | 29-30 dicembre 1926                | Cable Street Billiards Hall | Liverpool  |
| Tom Carpenter-Nat Butler      | Turno 1          | 31 dicembre 1926-1º gennaio 1927   | Thurston's Hall             | Londra     |
| Albert Cope-Alec Mann         | Quarti di finale | 5-6 gennaio 1927                   | Camkin's Hall               | Birmingham |
| Joe Davis-Albert Cope         | Semifinali       | dal 31 gennaio al 2 febbraio 1927  | Camkin's Hall               | Birmingham |
| Tom Carpenter-Melbourne Inman | Quarti di finale | dal 14 al 18 marzo 1927            | Thurston's Hall             | Londra     |
| Tom Dennis-Tom Carpenter      | Semifinali       | dal 20 al 22 aprile 1927           | Camkin's Hall               | Birmingham |
| Joe Davis-Tom Dennis          | Finale           | dal 9 al 12 maggio 1927            | Camkin's Hall               | Birmingham |

## Fase a eliminazione diretta
|  | Turno 1 Al meglio dei 15 frames | Turno 1 Al meglio dei 15 frames | Turno 1 Al meglio dei 15 frames |  |  | Quarti di finale Al meglio dei 15 frames | Quarti di finale Al meglio dei 15 frames | Quarti di finale Al meglio dei 15 frames |    |                        | Semifinali Al meglio dei 23 frames | Semifinali Al meglio dei 23 frames | Semifinali Al meglio dei 23 frames |  |  | Finale Al meglio dei 31 frames | Finale Al meglio dei 31 frames | Finale Al meglio dei 31 frames |
|  |                                 |                                 |                                 |  |  |                                          |                                          |                                          |    |                        |                                    |                                    |                                    |  |  |                                |                                |                                |
|  |                                 |                                 |                                 |  |  |                                          |                                          |                                          |    |                        |                                    |                                    |                                    |  |  |                                |                                |                                |
|  |                                 |                                 |                                 |  |  | Inghilterra (bandiera)                   | Tom Dennis                               | 8                                        |    |                        |                                    |                                    |                                    |  |  |                                |                                |                                |
|  |                                 |                                 |                                 |  |  | Inghilterra (bandiera)                   | Fred Lawrence                            | 6                                        |    |                        |                                    |                                    |                                    |  |  |                                |                                |                                |
|  |                                 |                                 |                                 |  |  |                                          |                                          |                                          |    | Inghilterra (bandiera) | Tom Dennis                         | 12                                 |                                    |  |  |                                |                                |                                |
|  | Galles (bandiera)               | Tom Carpenter                   | 8                               |  |  |                                          | Galles (bandiera)                        | Tom Carpenter                            | 10 |                        |                                    |                                    |                                    |  |  |                                |                                |                                |
|  | Scozia (bandiera)               | Nat Butler                      | 3                               |  |  | Galles (bandiera)                        | Tom Carpenter                            | 8                                        |    |                        |                                    |                                    |                                    |  |  |                                |                                |                                |
|  | Inghilterra (bandiera)          | Melbourne Inman                 | 8                               |  |  | Inghilterra (bandiera)                   | Melbourne Inman                          | 3                                        |    |                        |                                    |                                    |                                    |  |  |                                |                                |                                |
|  | Inghilterra (bandiera)          | Tom Newman                      | 5                               |  |  |                                          |                                          |                                          |    |                        | Inghilterra (bandiera)             | Tom Dennis                         | 11                                 |  |  |                                |                                |                                |
|  |                                 |                                 |                                 |  |  |                                          | Inghilterra (bandiera)                   | Joe Davis                                | 20 |                        |                                    |                                    |                                    |  |  |                                |                                |                                |
|  |                                 |                                 |                                 |  |  | Inghilterra (bandiera)                   | Albert Cope                              | 8                                        |    |                        |                                    |                                    |                                    |  |  |                                |                                |                                |
|  |                                 |                                 |                                 |  |  | Inghilterra (bandiera)                   | Alec Mann                                | 6                                        |    |                        |                                    |                                    |                                    |  |  |                                |                                |                                |
|  |                                 |                                 |                                 |  |  |                                          |                                          |                                          |    | Inghilterra (bandiera) | Albert Cope                        | 4                                  |                                    |  |  |                                |                                |                                |
|  |                                 |                                 |                                 |  |  |                                          | Inghilterra (bandiera)                   | Joe Davis                                | 12 |                        |                                    |                                    |                                    |  |  |                                |                                |                                |
|  |                                 |                                 |                                 |  |  | Irlanda (bandiera)                       | Joe Brady                                | 5                                        |    |                        |                                    |                                    |                                    |  |  |                                |                                |                                |
|  |                                 |                                 |                                 |  |  | Inghilterra (bandiera)                   | Joe Davis                                | 8                                        |    |                        |                                    |                                    |                                    |  |  |                                |                                |                                |
|  |                                 |                                 |                                 |  |  |                                          |                                          |                                          |    |                        |                                    |                                    |                                    |  |  |                                |                                |                                |

| Finale (Al meglio dei 31 frames) Camkin's Hall, Birmingham, 9–12 maggio 1927. Arbitro: Bill Camkin |                                                                                             | |
| Tom Dennis | 11–20                                                                                       | Joe Davis |
| Giorno 1: 65–42, 81–48, 75–44, 74–36, 78–37, 76–43, 51–49, 30–80 Giorno 2: 68–49, 43–56, 78–32, 54–26, 28–76, 40–76, 83–26, 91–32 Giorno 3: 91–27, 30–77, 42–36, 29–77, 82–35, 54–58, 80–34, 55–77 Giorno 4: 89–14, 37–54, 32–108, 108–16, 65–48, 23–82, 74–54 | Tom Dennis Miglior break: ? Century breaks: 0 Joe Davis Miglior break: 57 Century breaks: 0 | Giorno 1: 65–42, 81–48, 75–44, 74–36, 78–37, 76–43, 51–49, 30–80 Giorno 2: 68–49, 43–56, 78–32, 54–26, 28–76, 40–76, 83–26, 91–32 Giorno 3: 91–27, 30–77, 42–36, 29–77, 82–35, 54–58, 80–34, 55–77 Giorno 4: 89–14, 37–54, 32–108, 108–16, 65–48, 23–82, 74–54 |
| Joe Davis vince il Campionato mondiale di snooker 1927 |                                                                                             | |